# Feodora z Hohenlohe-Langenburgu
Feodora z Hohenlohe-Langenburgu (7. července 1839 – 10. února 1872) byla dcerou Arnošta I. z Hohenlohe-Langenburgu a Feodory Leiningenské. Sňatkem s Jiřím Sasko-Meiningenským se v roce 1866 stala sasko-meiningenskou vévodkyní.

## Rodina
Feodora se narodila jako nejmladší ze šesti dětí. Její matka byla polorodou sestrou královny Viktorie, takže Feodora byla královninou neteří.

## Manželství a potomci
Feodora se se svým budoucím manželem (a bratrancem z druhého kolene), Jiřím Sasko-Meiningenským, setkala při jeho cestě do Itálie. Nedávno ovdověl a hluboce truchlil po své manželce Šarlotě Pruské. Navzdory této nedávné tragédii hledal Jiří novou matku pro své dvě malé děti. Proto se Feodora a Jiří téměř okamžitě zasnoubili. Svatba se konala 23. října 1858 v Langenburgu.
Měli spolu tři syny:
- Arnošt (27. 9. 1859 – 29. 12. 1941) ⚭ 1892 Katharina Jansen (25. 1. 1874 – 19. 4. 1945)
- Fridrich (12. 10. 1861 – 23. 8. 1914), padl v 1. světové válce u Tarcienne ve Francii ⚭ 1889 Adelaida z Lippe-Biesterfeldu (22. 6. 1870 – 3. 9. 1948)
- Viktor (14. 5. 1865 – 17. 5. 1865)

Jejich manželství nebylo šťastné. Jiří se nikdy nesmířil s Šarlotinou smrtí a manželé se k sobě povahově nehodili. Feodora neměla žádné intelektuální ani umělecké znalosti a ani neměla zájem se rozvíjet. Navzdory této skutečnosti se Jiří snažil ji vzdělávat. Ona sám byl velkým milovníkem umění, zejména divadla. Její matka to schvalovala svým vyjádřením, že "je od něj vskutku velmi rozumné, že své nevěstě zařizuje zábavu v podobě učení, hodin kreslení a historických přednášek". Jiří však brzy pochopil, že Feodora nikdy nebude tak duchaplná s chytrá jako Šarlota. Po smrti jejich třetího syna opouštěla Feodora Meiningen tak často, jak jen to bylo možné. V roce 1866 se stal Jiří sasko-meiningenským vévodou a Feodora vévodkyní.
V lednu 1872 onemocněla Feodora spálou a o měsíc později zemřela. Přes mnohé rozdíly mezi nimi ji měl Jiří stále rád; její nemoc ho skutečně rozrušila a dvakrát denně posílal její rodině telegramy. V následujícím roce se Jiří znovu oženil s bývalou herečkou Ellen Franzovou.